# Hecalus sindhensis
Hecalus sindhensis är en insektsart som beskrevs av M. Firoz Ahmed. Hecalus sindhensis ingår i släktet Hecalus och familjen dvärgstritar. Inga underarter finns listade i Catalogue of Life.